# Palais Berlendis
Le palais Berlendis ou Palazzo Merati e Berlendis est un palais de Venise, sur le rio dei Mendicanti dans le sestiere de Cannaregio (N.A. 6293, 6296).

## Historique
Ce palais a été construit par l'architecte Andrea Tirali, sur commande du négociant en amandes Stefano Protasio en 1600. Il comporte initialement deux ailes séparées, chacune destinée à une des filles du propriétaire. Alors que la partie nord de l'édifice conserve le nom de palais Merati (palazzo Merati), la partie sud, acquise par la famille Berlendis, prend ce nom.
Une partie du bâtiment est achetée au début du XXe siècle par une branche de la famille Pesaro, qui le transforme en appartements.
Friedrich Nietzsche a vécu dans le palais du sud, palazzo Berlendis, s'installant dans un appartement du « bel étage », à partir de 1880.

## Description
La décoration d'intérieur, particulièrement la porte d'escalier dans le portego, est bien conservée. Récemment, la façade a été restaurée.
De style baroque, le palais comprend des vitraux aux décors mythologiques, des fresques sur des portes, des sols en marbres, des alcoves en lambris datant du XVIIIe siècle, des décors réalisés à la feuille d'or ou en stuc et une salle de bain principale avec des carreaux de verre et des mosaïques.